# کامران حجازی
کامران حجازی (زادهٔ ۱۵ مهرماه ۱۳۶۱) تهیه کننده، مجری طرح و مدیر تولید در سینمای ایران است. او فارغ التحصیل رشته عمران است و به عنوان مدیر تولید در فیلم «ماجرای نیمروز، رد خون»، در سی و هفتمین جشنواره فیلم فجر برنده دیپلم افتخار و تندیس تجلی اراده ملی شد. همچنین فیلم «کت چرمی» به تهیه کنندگی وی، کاندیدای بهترین فیلم از چهل و یکمین جشنواره فیلم فجر شد. او با فیلم سینمایی «تمساح خونی» نخستین ساخته سینمایی جواد عزتی نیز کاندید بهترین فیلم اول از چهل و دومین جشنواره فیلم فجر شد.

## سوابق کاری
حجازی فعالیت هنری خود را از سال ۱۳۸۳ در همکاری با سریال تلویزیونی «نیمکت» آغاز کرد و با فیلم سینمایی «تردید» پا به عرصه سینما گذاشت. سریال «زخم کاری» آخرین کاری بود که او در مقام مجری طرح در آن حاضر بود و از سال ۱۴۰۰ با فیلم «مرد بازنده» به عنوان تهیه کننده در سینما ادامه فعالیت داد.

### تهیه کننده
| شماره | نام اثر    | قالب         | سال  | کارگردان         |
| ----- | ---------- | ------------ | ---- | ---------------- |
| ۱     | مرد بازنده | فیلم سینمایی | ۱۴۰۰ | محمدحسین مهدویان |
| ۲     | کت چرمی    | فیلم سینمایی | ۱۴۰۱ | حسین میرزامحمدی  |
| ۳     | تمساح خونی | فیلم سینمایی | ۱۴۰۲ | جواد عزتی        |

### مجری طرح
| شماره | نام اثر               | قالب              | سال  | کارگردان         |
| ----- | --------------------- | ----------------- | ---- | ---------------- |
| ۱     | زخم کاری              | سریال نمایش خانگی | ۱۴۰۰ | محمدحسین مهدویان |
| ۲     | مصلحت                 | فیلم سینمایی      | ۱۴۰۰ | حسین دارابی      |
| ۳     | مغز استخوان           | فیلم سینمایی      | ۱۳۹۸ | حمیدرضا قربانی   |
| ۴     | دوزیست                | فیلم سینمایی      | ۱۳۹۸ | برزو نیک نژاد    |
| ۵     | ماجرای نیمروز؛ رد خون | فیلم سینمایی      | ۱۳۹۷ | محمدحسین مهدویان |
| ۶     | عرق سرد               | فیلم سینمایی      | ۱۳۹۶ | سهیل بیرقی       |
| ۷     | ماجرای نیمروز         | فیلم سینمایی      | ۱۳۹۵ | محمدحسین مهدویان |

### مدیر تولید
| شماره | نام اثر                       | قالب         | سال  | کارگردان         |
| ----- | ----------------------------- | ------------ | ---- | ---------------- |
| ۱     | لاتاری                        | فیلم سینمایی | ۱۳۹۶ | محمدحسین مهدویان |
| ۲     | دارکوب                        | فیلم سینمایی | ۱۳۹۶ | بهروز شعیبی      |
| ۳     | ارادتمند؛ نازنین، بهاره، تینا | فیلم سینمایی | ۱۳۹۵ | عبدالرضا کاهانی  |
| ۴     | تابستان داغ                   | فیلم سینمایی | ۱۳۹۵ | ابراهیم ایرج زاد |
| ۵     | دراکولا                       | فیلم سینمایی | ۱۳۹۴ | رضا عطاران       |
| ۶     | خشم و هیاهو                   | فیلم سینمایی | ۱۳۹۴ | هومن سیدی        |
| ۷     | من                            | فیلم سینمایی | ۱۳۹۴ | سهیل بیرقی       |
| ۸     | من دیه گو مارادونا هستم       | فیلم سینمایی | ۱۳۹۳ | بهرام توکلی      |
| ۹     | استراحت مطلق                  | فیلم سینمایی | ۱۳۹۳ | عبدالرضا کاهانی  |
| ۱۰    | تراژدی                        | فیلم سینمایی | ۱۳۹۲ | آزیتا موگویی     |
| ۱۱    | یک خانواده محترم              | فیلم سینمایی | ۱۳۹۰ | مسعود بخشی       |

## جوایز
- ‌برنده نشانِ «سیف الله داد» از چهارمین «جشن سپاس» تهیه کنندگان سینما به عنوان برترین تهیه کننده خلاق و پیشرو سینمای ایران در سال ۱۴۰۲
- برنده دیپلم افتخار و تندیس تجلی اراده ملی از سی و هفتمین جشنواره فیلم فجر (برای فیلم رد خون)
- نامزد کسب سیمرغ بهترین فیلم از چهل و یکمین جشنواره بین المللی فیلم فجر (برای فیلم کت چرمی)
- نامزد کسب سیمرغ بهترین فیلم اول از چهل و دومین جشنواره بین المللی فیلم فجر (برای فیلم تمساح خونی)